# Абе Сейсекі
Абе Сейсекі — майстер айкідо 10-го дану.

## Біографія
Абе-сенсей народився у 1915 році в Осаці, Японія. В нього дуже цікаві стосунки с засновником айкідо Моріхеєм Уесібою — він одразу був його вчителем з каліграфії та його учнем з айкідо. Займається каліграфією з 1934 року. Батько Абе-сенсея викладав каліграфію в початкових класах середньої школи. Саме повага до батька привело його до занять з каліграфії.
Як розповідає сам Абе, у 1940 році, в нього почалася депресія, у зв'язку з постійними заняттями каліграфією. Саме тоді він за порадою одного зі своїх знайомих пішов на місогі-японський обряд очищення, ритуальне обливання холодною водою. Там він вперше почув про О-сенсея (так називають Моріхея Уесібу його учні).
У 1952 році в Осаці Абе-сенсей зустрівся з Моріхеєм Уесібою і одразу почав інтенсивні тренування під особистим наглядом Уесіби. Навчаючись айкідо, отримав 10 дан з цього бойового мистецтва.
Як член спільноти «Нітен» самостійно обирає твори для щорічної виставки каліграфії на найвищому рівні в Японії. Під його керівництвом були випущені понад 200 майстрів каліграфії у ранзі «Сіхан».
Айкідо
- Має 10-й дан від Уесіби Моріхея, засновника айкідо;
- Власник і старший інструктор «Амено Такемусу Айкідзюку Додзьо» (Осака);
- Старший адміністратор Всесвітнього Штабу Айкідо «Айкідо Хомбу Додзьо»;
- Носій державного ордена Японського уряду «Будо Корося»;
- Старший інструктор з айкідо в 11 університетах Японії.

Каліграфія
- Член і секретар спільноти «Нітен»(дочірня організація Японського міністерства культури);
- Консультант в «Ніхон Сьогей-ін» (національний інститут каліграфії);
- Голова асоціації каліграфів «Тохо»;
- Графічний редактор з каліграфії газети «Йоміурі»;
- Професор Японського університету Каліграфічних мистецтв;
- Секретар виставочного комплексу «Кансай».